# Maarten Vonder
Maarten Vonder (Sommelsdijk, 13 april 1953) is een Nederlandse dramaturg, toneelschrijver en toneelvertaler.

## Biografie
Vonder is sinds 1982 werkzaam als toneelschrijver en dramaturg bij en voor verschillende toneelgezelschappen. Hij studeerde van 1971 tot 1976 sociologie aan de Universiteit van Amsterdam en daarna Neerlandistiek, hoofdrichting moderne letterkunde van 1976 tot 1982. Ook volgde hij een opleiding tot scenarist televisiedrama bij Videcom in Hilversum. Vonder schrijft psychologisch drama, hoorspelen en ook musicals en jeugdtheaterstukken. Ook vertaalde hij onder meer toneelwerk van Karl Kraus, Ödön von Horváth en Marlowe alsmede van diverse libretto's. Voorts bewerkte hij de roman Pijpelijntjes van Jacob Israël de Haan voor een theatervoorstelling. Landelijk werd Vonder bekend als auteur van Patrouille naar Potocari, een toneelstuk over de val van Srebrenica. Hij werkte tevens als lector voor het Nederlands Centrum voor Amateurtoneel, NCA te Amsterdam. Hij was bestuurslid van Stichting Theater de Engelenbak en de Stichting Jeugd Musical Amsterdam.

## Werk
- De Rol van Horatio (hoorspel), 1985, uitgezonden onder regie van Theo Stokkink op de radio door de KRO op 25 januari 1985
- Met een been in het graf (kameropera) libretto, naar een verhaal van Maarten Biesheuvel i.s.m. componist Tom Löwenthal, 1985
- De Wonderbaarlijke Visvangst (kameropera), libretto naar een verhaal van Maarten Biesheuvel. componist Tom Lowenthal, première op 13 september 1987 onder regie van Johnny Kuiper in Paradiso te Amsterdam. Productie met steun van het Catharina Elizabethfonds.
- De laatste dagen van de mensheid (muziektheater), libretto naar teksten van Karl Kraus, muziek van Chiel Meijering. Première onder regie van Johnny Kuiper op 25 maart 1988 in Theater Frascati te Amsterdam
- Asfalt en Moeras (toneelstuk), 1991
- Moord hoop van de vrouwen. (theater). 1992. Stuk op basis van teksten van O. Kokoschka. Project van Theater Tzara onder regie van Jos Vijverberg, première Amphitheater Amsterdam, november 1992
- Bril (mini opera), libretto geschreven naar teksten van Renate Rubinstein uit Niets te verliezen en toch bang. Uitgevoerd door Toneelgroep Europa
- Andante, de lijnen in het gezicht, (toneelstuk) 1993,  Toneeluitgeverij Grosfeld, Amsterdam
- Patrouille naar Potocari (Toneel) (toneelstuk), 1995, Toneeluitgeverij Grosfeld, Amsterdam, première in De Rode Hoed 15 oktober 1995, daarna in Theater De Engelenbak, Amsterdam
- Nee Nee, Orestes (komedie), 1995, Uitgever Grosveld B.V., Berlicum
- De Barbecue (eenakter, komedie), 1996
- Over Stach - libretto muziektheater naar boek Koning van Katoren van Jan Terlouw 1996, uitvoering in 1996 door Toneelgroep Europa
- De Plagiaris (toneelstuk) 1998
- Honderd en een Dalmatiers (jeugdmusical), libretto, muziek Clous van Mechelen, 2000, landelijke première 9 september 2000 in het Zaantheater te Zaandam.

## Vertalingen
- Pijpelijntjes van J.I. de Haan, vertaling samen met Henk Reijn voor Toneelgroep Europa, november 1989, première 1990, herzien 2000
- Scènes uit een casino (toneelstuk) naar het stuk Kasimir und Karoline van Otto von Horvath. 1991. première door Toneelgroep Europa onder regie van Henk Reijn in april 1991
- De Tovenaar van Oz (musical)
- Sjakie en de chocoladefabriek (jeugdmusical) 1997, landelijke tournee in 2000 door Stichting Jeugd Musical
- RATS! (musical), naar de Engelse versie van Jeremy Browne en Nigel Hess. Nederlandse première op 17 september 1994 in Theater De Meervaart in Amsterdam.
- De laatste dagen der mensheid van Karl Kraus, (opera), uitgeverij Gerard Timmer Prods. 1988
- Doctor Faustus van Christopher Marlowe (toneelstuk), 1988, in opdracht van het Amsterdams Fonds voor de Kunst, première november 1990 in het Ostadetheater in Amsterdam

- Nederlandse Thesaurus van Auteursnamen: 073401633
- Virtual International Authority File: 286798382
- WorldCat: E39PBJfhbqCrb74qvD4gyd7j4q